# 대한민국 형사소송법 제184조
대한민국 형사소송법 제184조는 증거보전의 청구와 그 절차에 대한 형사소송법의 조문이다.

## 조문
제184조(증거보전의 청구와 그 절차) ① 검사, 피고인, 피의자 또는 변호인은 미리 증거를 보전하지 아니하면 그 증거를 사용하기 곤란한 사정이 있는 때에는 제1회 공판기일 전이라도 판사에게 압수, 수색, 검증, 증인신문 또는 감정을 청구할 수 있다.

②전항의 청구를 받은 판사는 그 처분에 관하여 법원 또는 재판장과 동일한 권한이 있다.

③제1항의 청구를 함에는 서면으로 그 사유를 소명하여야 한다.

④제1항의 청구를 기각하는 결정에 대하여는 3일 이내에 항고할 수 있다.

第184條(證據保全의 請求와 그 節次) ① 檢事, 被告人, 被疑者 또는 辯護人은 미리 證據를 保全하지 아니하면 그 證據를 使用하기 困難한 事情이 있는 때에는 第1回 公判期日 前이라도 判事에게 押收, 搜索, 檢證, 證人訊問 또는 鑑定을 請求할 수 있다.
②前項의 請求를 받은 判事는 그 處分에 關하여 法院 또는 裁判長과 同一한 權限이 있다.
③第1項의 請求를 함에는 書面으로 그 事由를 疏明하여야 한다.
④제1항의 청구를 기각하는 결정에 대하여는 3일 이내에 항고할 수 있다.  <신설 2007.6.1.>

## 참조조문
형사소송규칙 제91조(증거보전처분을 하여야 할 법관) ① 증거보전의 청구는 다음 지역을 관할하는 지방법원판사에게 하여야 한다.
1. 압수에 관하여는 압수할 물건의 소재지
2. 수색 또는 검증에 관하여는 수색 또는 검증할 장소, 신체 또는 물건의 소재지
3. 증인신문에 관하여는 증인의 주거지 또는 현재지
4. 감정에 관하여는 감정대상의 소재지 또는 현재지
②감정의 청구는 제1항제4호의 규정에 불구하고 감정함에 편리한 지방법원판사에게 할 수 있다.

형사소송규칙 제92조(청구의 방식) ① 증거보전청구서에는 다음 사항을 기재하여야 한다.
1. 사건의 개요
2. 증명할 사실
3. 증거 및 보전의 방법
4. 증거보전을 필요로 하는 사유
② 삭제  <1996.12.3.>

## 판례
- 증거보전은 피고인 또는 피의자가 형사입건도 되기 전에는 청구할 수 없고 피의자신문에 해당하는 사항을 증거보전의 방법으로 청구할 수 없다[1]
- 제1회 공판기일 전에 형사소송법 제184조에 의한 증거보전절차에서 증인신문을 하면서, 위 증인신문의 일시와 장소를 피의자 및 변호인에게 미리 통지하지 아니하여 증인신문에 참여할 수 있는 기회를 주지 아니하였고, 또 변호인이 제1힘 공판기일에 위 증인신문조서의 증거조사에 관하여 이의신청을 하였다면, 위 증인신문조서는 증거능력이 없다 할 것이고, 그 증인이 후에 법정에서 그 조서의 진정성립을 인정한다 하여 다시 그 증거능력을 취득한다고 볼 수도 없다[2]
- 형사입건되기 전의 경우 중거보전절차는 허용되지 않는다[3]
- 재심청구사건에서 증거보전절차의 허용되지 않는다[4]
- 피의자신문에 해당하는 사항을 증거보전방법으로 청구할 수 없다[5].
- 증거보전의 방법으로 피고인신문을 청구할 수 없다[6].
- 증거보전절차에서 필요적 공범관계에 있는 공동피고인을 증인으로 신문할 수 있다[7].

중거보전청구기각 결정에 대한 불복의 가부(소극厂 개정 전의 판례임(개정법상으로는 3일 내에 항고할 수 있음) …… 결국 증거보전청구의 기각결정에 대하여는 형사소송법상 어떠한 방법으로도 불복을 할 수가 없다(대법원 1986.7.12, 86모25). a 증거보전절차로서 증인신문을 하면서 그 일시와 장소를 피의자 및 변호인에게 미리 통지하지 아니하였고 변호인이 후에 이에 대하여 이의신청한 경우 위 증인신문조서의 증거능력 대소극) >08.7급검찰/09.7급검찰 …… 증인신문의 일시와 장소를 피의자 및 변호인에게 미리 통지하지 아니하여 증인신문에 참여할 수 있는 기회를 주지 니하였고 …… 증인신문조서의 증거조사에 관하여 이의신청을 하였다면, 위 증인신문조서는 증거능력이 없다 할 것 ......(대판 1992.2.28, 91도2337). a 중거보전절차로 증인신문을 하는 경우에 당사자의 참여의 기회를 주지 않은 경우의 증거능력 …… 증인신문의 시일과 장소를 미리 통지하여 증인신문에 참여할 수 있는 기회를 주어야 하나 참여의 기회를 주지 아니한 경우라도 피고인과 변호인이 증인신문조서를 증거로 할 수 있음에 동의하여 별다른 이의없이 적법하게 증거조사
를 거친 경우 …… 증인신문절차가 위법하였는지의 여부에 관계없이 증거능력이 부여된다(대판 1988.11.8,86도1646). 口 증거보전절차에서 작성된 증인신문조서 중 증인에 대한 반대신문과정에서 피의자가 진술한 내용을 기재한 부분의 증거능력 …… 피의자였던 피고인이 당사자로 참여하여 자신의 범행人t실을 시인하는 전제하에 위 증인에게 반대신문한 내용이 기재되어 있을 뿐이라면 …… 반대신문과정에서 피의자가 한 진술에 관한 한 형사소송법 제184조에 의한 증인신문조서 도 ot니므르 위 조서 중 피의자의 진술기재부분에 대하여는 형사소송법 제311조에 의한 증거능력을 인정할 수 없다(대판 1984.5.15. 84도508). 口 증거보전절차 ’l 중인신문을 한 판사의 제척규정의 적용여부(소극) …… 제17조 제7호의 이른바 전심재판 또는 그 기초되는 조사. 심리에 관여한 법관이라고 할 수 없다(대판 1971.7.6. 71£974).

## 참고 문헌
- 손동권 신이철, 새로운 형사소송법(초판, 2013), 세창, 2013. ISBN 9788984114081

## 같이 보기
- 증거보전